# Kodokushi
Kodokushi (în japoneză 孤独死) sau moarte singuratică se referă la un fenomen japonez în care oamenii mor singuri și cadavrele lor rămân nedescoperite o perioadă lungă de timp. Fenomenul a fost descris pentru prima dată în anii 1980. Kodokushi a devenit o problemă tot mai mare în Japonia, atribuită problemelor economice precum și vârstei din ce în ce mai înaintate a populației din această țară. Este cunoscut și sub numele de koritsushi (孤立死) și dokkyoshi (独居死).

## Istoric
Primul caz care a devenit știre națională în Japonia a fost în anul 2000, când cadavrul unui bărbat de 69 de ani a fost descoperit după trei ani de la moartea lui; lunar, chiria și utilitățile au fost retrase automat din contul său bancar și numai după ce economiile sale au fost epuizate i-a fost descoperit scheletul în casă. Cadavrul a fost mâncat de viermi și gândaci.

## Statistici
Statisticile privind kodokushi sunt de multe ori incomplete sau inexacte. Mass-media japoneză a raportat că, la nivel național,  32.000 de persoane în vârstă a murit în pace în anul 2009. Numărul de kodokushi s-a triplat între 1983 și 1994, cu 1.049 decese singure raportate în Tokyo în anul 1994. În anul 2008, au fost raportate mai mult de 2.200 de decese în Tokyo. Statistici similare au fost raportate în 2011. O companie privată de transport (mutat) din Osaka a raportat că 20% din contractele companiei (din cele 300 pe an) a implicat mutarea bunurilor unor oameni care au murit singuri. Aproximativ 4,5% din înmormântările din 2006 au implicat cazuri de kodokushi.
Kodokushi afectează cel mai adesea bărbații de 50 de ani și persoanele de peste 65 de ani.

## Cauze
Au fost luate în calcul mai multe motive pentru creșterea kodokushi. Unul este cel al izolării sociale crescute. O proporție scăzută a persoanelor în vârstă trăiesc în locuințe cu alte generații și în schimb trăiesc singure. Persoanele în vârstă care locuiesc singure sunt mai predispuse la lipsa contactelor sociale cu familia și vecinii, și sunt, prin urmare, mai multe șanse să moară în pace și să rămână nedescoperite.
Au fost propuse și motive economice pentru apariția kodokushi. Multe incidente de kodokushi au implicat persoane care primeau ajutoare sociale sau aveau puține resurse financiare. McDonald sugerează că "modul japonez de tratare de lipsei de rezistență," sau gaman, descurajează oamenii în nevoie să caute ajutor din partea vecinilor și a autorităților. Victime ale kodokushi au fost descrise ca "scăpând printre crăpături" între sprijinul guvernamental și cel familial.
În plus, criza economică din Japonia din 1990 a fost citată ca fiind cea care a contribuit la creșterea numărului de decese singuratice. Începând cu 1990, mulți oameni de afaceri japonezi au fost forțați să se pensioneze anticipat. Mulți dintre aceștia nu s-au căsătorit niciodată și au devenit izolați din punct de vedere social  atunci când au fost scoși din cultura corporativă.
Masaki Ichinose, șef al Institutului de Studii al Vieții și a Morții de la Universitatea din Tokyo, a presupus că creșterea kodokushi este legată de cultura contemporană japoneză care ignoră moartea. Cu câteva sute de ani în urmă, poporul japonez se confrunta frecvent cu moartea; de exemplu, cadavrele erau de obicei îngropate de membrii familiei. În schimb, în Japonia modernă, există mai puține oportunități de a fi martor la moartea cuiva și moartea nu este un subiect ușor de discutat.
Motive ipotetic psihologice pentru creșterea kodokushi includ apatia socială și viața stresantă. Izolarea socială este folosit ca un mecanism de adaptare pentru a evita situațiile stresante.

## Răspunsuri
Unele districte din Japonia au început campanii pentru a preveni moartea singură. Oficialii din Shinjuku au început o campanie de conștientizare a kodokushi, care include evenimente sociale programate și verificarea bunăstării cetățenilor în vârstă.